# مینامی-کو، فوکوئوکا
می‌نامی-کو، فوکوئوکا (به لاتین: Minami-ku, Fukuoka) یک منطقهٔ مسکونی در ژاپن است که در فوکوئوکا واقع شده‌است.